# Nowa Synagoga w Hrubieszowie
Nowa Synagoga w Hrubieszowie – nieistniejąca obecnie synagoga znajdująca się w Hrubieszowie, przy ulicy Pogodnej, dawnej pułkownika Samary, dawnej Bożnicznej.
Synagoga została zbudowana w 1874 roku, na miejscu starej synagogi. Podczas II wojny światowej, hitlerowcy zdewastowali synagogę. Po zakończeniu wojny, budynek synagogi przez kilka lat stał opuszczony i popadał w ruinę.
W 1957 roku doszło do sprzedania synagogi przez Kongregację Wyznania Mojżeszowego w Lublinie obywatelowi Szai Kacowi za 50 tysięcy złotych, mimo iż synagoga należała do Skarbu Państwa. Następnie Kac sprzedał blachy oraz belkowania prywatnym osobom, a sam budynek Przedsiębiorstwu Budowlanemu za 385 tysięcy złotych, który został rozebrany z przeznaczeniem na cegły.
Władze lokalne, dowiedziawszy się o sprzedaży budynku, postanowiły podać kongregację do sądu oraz skonfiskowały 50 tysięcy złotych, jakie otrzymała ona za sprzedaż synagogi.